# KOY Egen Härd
La Propriété Egen Härd (finnois : Kiinteistö Oy Egen Härd) est un immeuble résidentiel construit dans le quartier Keskusta de Vaasa en Finlande.

## Présentation
Le bâtiment résidentiel a été construit au début des années 1960 et porte le nom de la Grande Muraille de Chine en raison de sa longueur.
Le bâtiment se compose d'espaces de bureaux, de 4 locaux commerciaux et de 144 appartements.
La superficie totale des appartements est de 9 281 m2.
L'ilot urbain où se trouve Egen Härd était anciennement la propriété par Harry Schauman (fi).